# 小行星7049
小行星7049（英語：7049 Meibom）是一颗围绕太阳公转的小行星。1981年10月24日，舒爾特·巴斯在帕洛马山发现了此天体。
这颗小行星的绝对星等为359.2525770318898等。